# Karl Schön (Politiker, 1847)

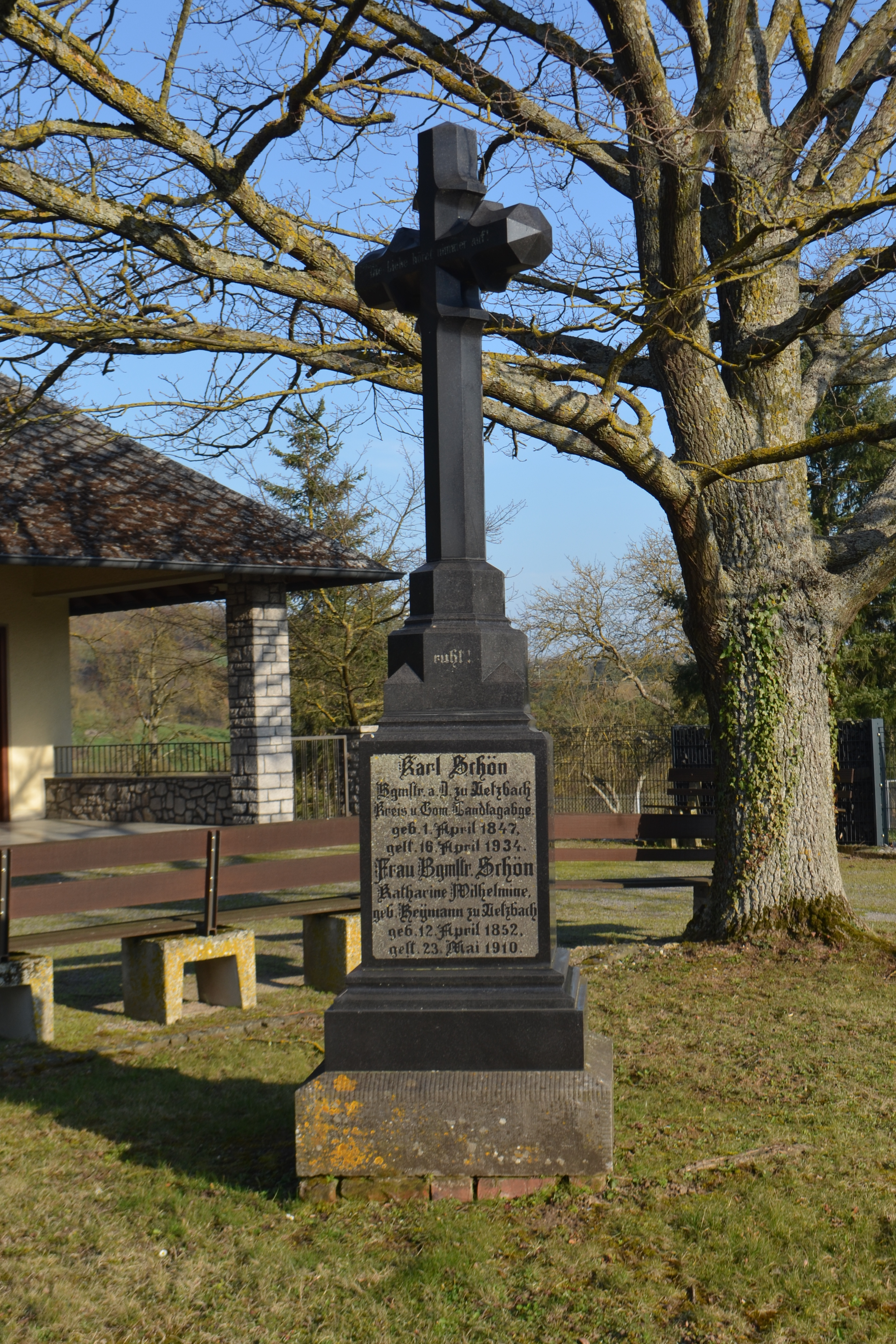
Grab von Karl Schön in Oberneisen

Karl Schön (* 1. April 1847 in Hahnstätten; † 16. April 1934 in Netzbach) war ein deutscher Kommunalpolitiker und Abgeordneter.
Schön war der Sohn von Friedrich Wilhelm Schön (1821–1886) und dessen Ehefrau Maria Elisabethe (1842–1872). Der Vater war Landwirt in und 1849 bis 1886 Bürgermeister von Hahnstätten sowie Abgeordneter im Nassauischen Kommunallandtag. Schön, der evangelischer Konfession war, heiratete am 19. Juli 1877 in Oberneisen Katherine Wilhelmine Heymann (* 12. April 1852 in Netzbach; † 23. Mai 1910 in Netzbach).
Schön war 1892 bis 1918 Bürgermeister von Netzbach. Seit 1889 war er Mitglied des Kreistags, seit 1895 des Kreisausschusses des Unterlahnkreises. Ab 1900 war er Kreisdeputierter und vertrat regelmäßig den Landrat. Ebenfalls ab 1900 gehörte er der Landwirtschaftskammer des Regierungsbezirks Wiesbaden an wo er Vorsitzender des Ausschusses für Versicherungswesen und Statistik und ab 1909 Vorsitzender der Finanzkommission war.
1899 bis 1918 war er für den Unterlahnkreis Mitglied im Nassauischen Kommunallandtag und im Provinziallandtag der Provinz Hessen-Nassau. Seit 1909 war er stellvertretendes Mitglied im Landesausschuss.
Er ist auf dem Friedhof in Oberneisen begraben.